# دورگ اتابک
دورگ اتابک یک روستا در ایران است که در شهرستان رستم واقع شده‌است. دورگ اتابک ۷۸ نفر جمعیت دارد.

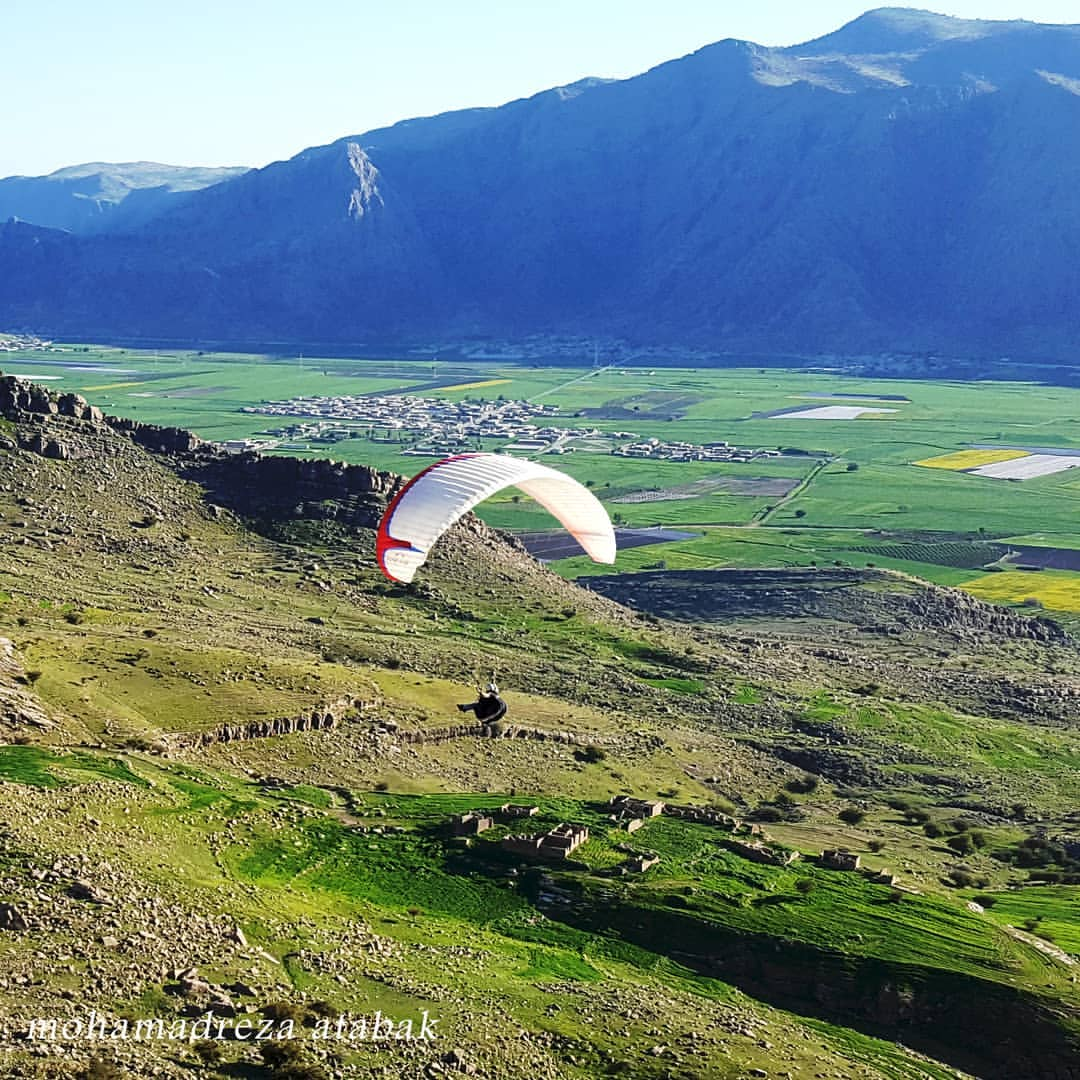
پرواز با پاراگلایدر از ارتفاعات دورگ اتابک

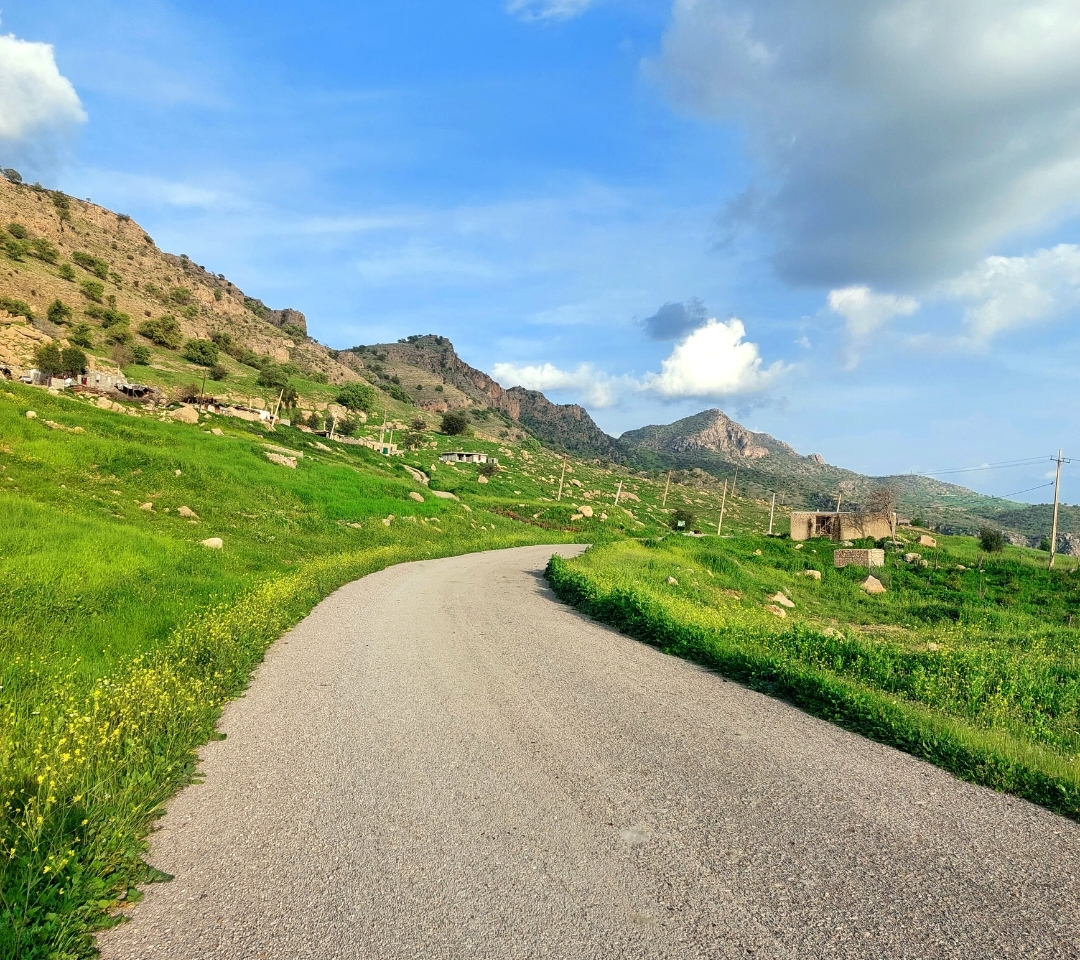
بهار دورگ

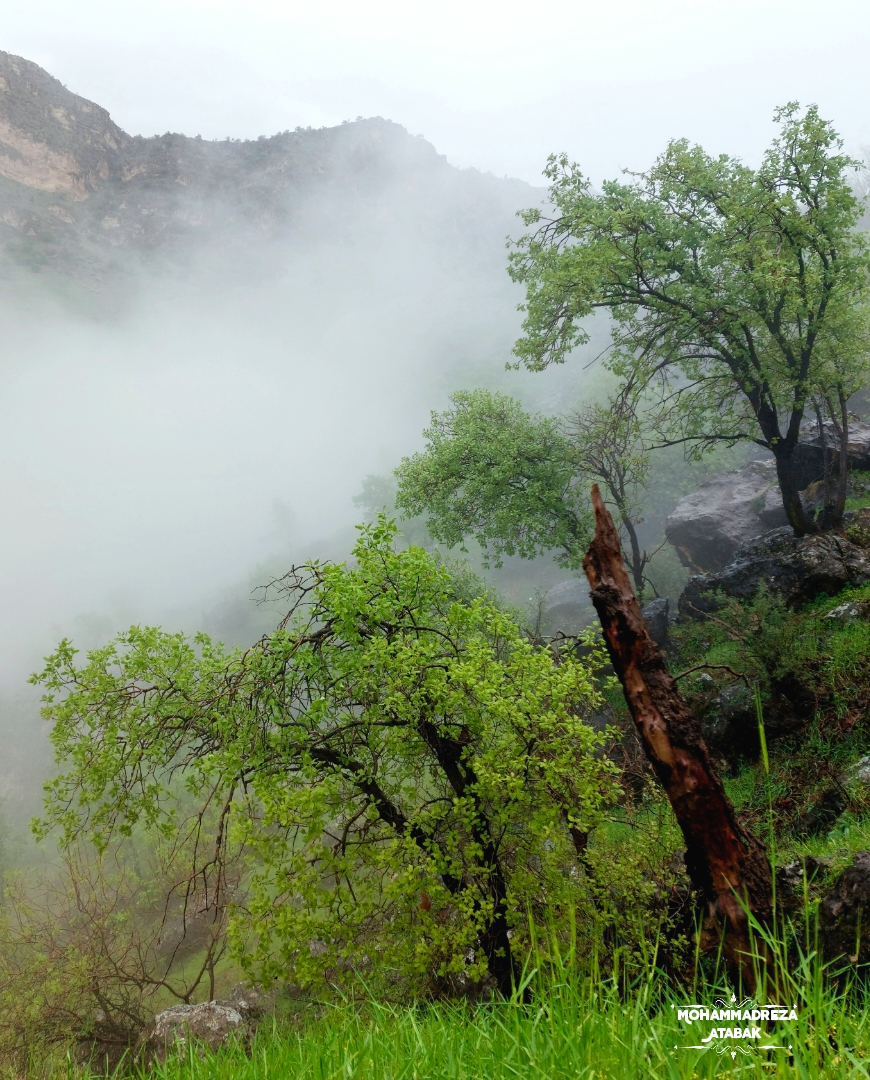
طبیعت زیبای دورگ دهنو. محمدرضا اتابک

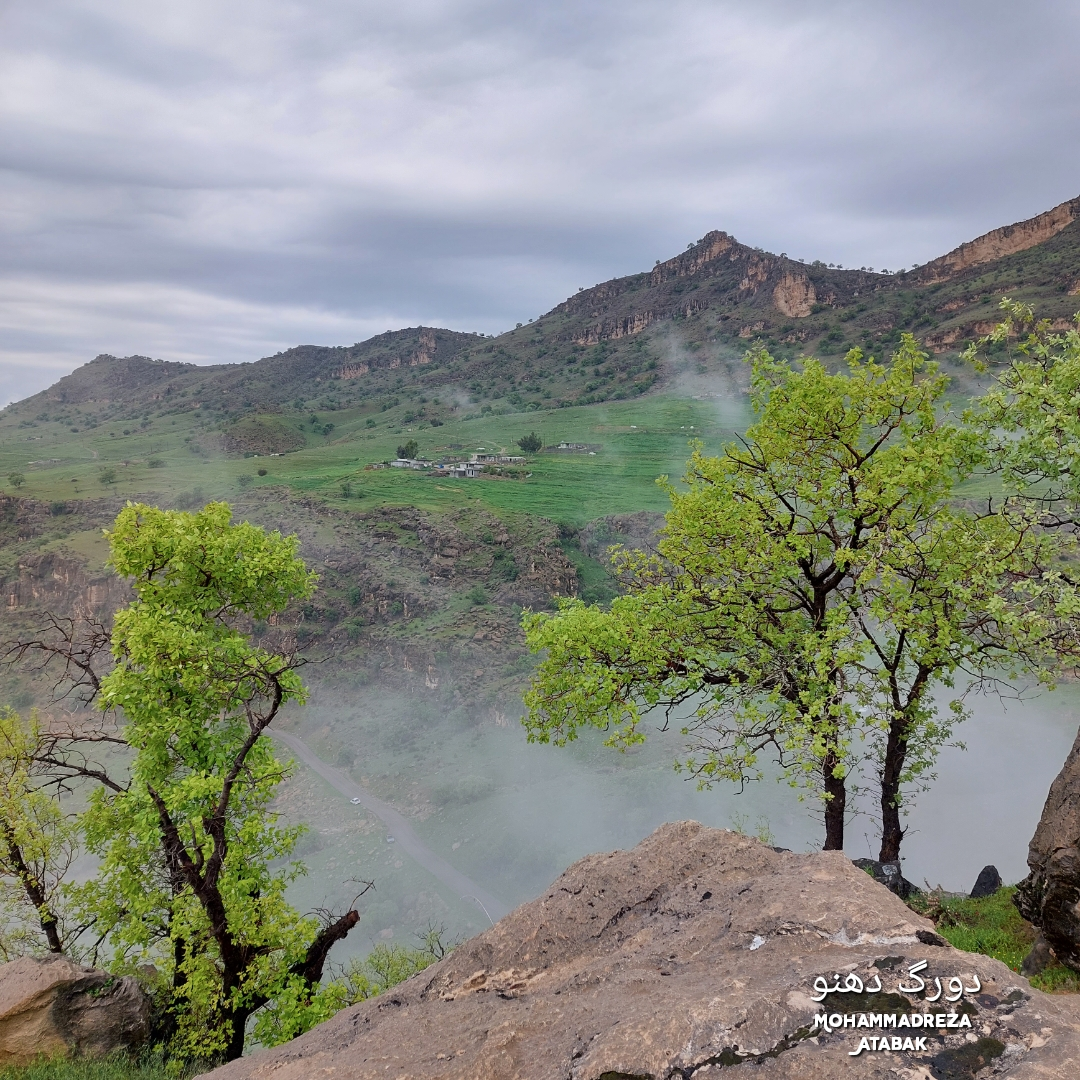
طبیعت بهاری دورگ دهنو عکس؛ محمدرضا اتابک

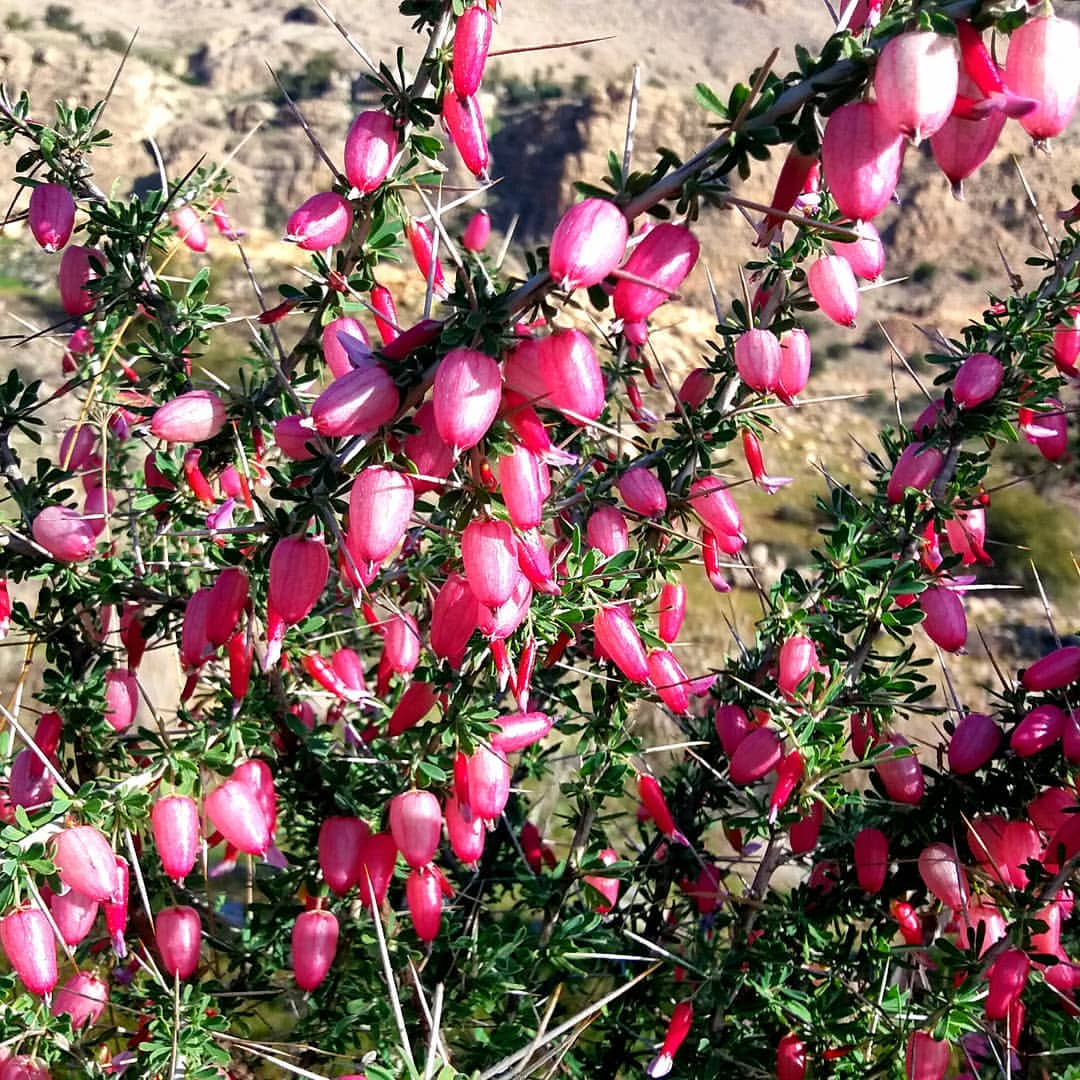
شکوفه های گون(گینه)-دورگ اتابک

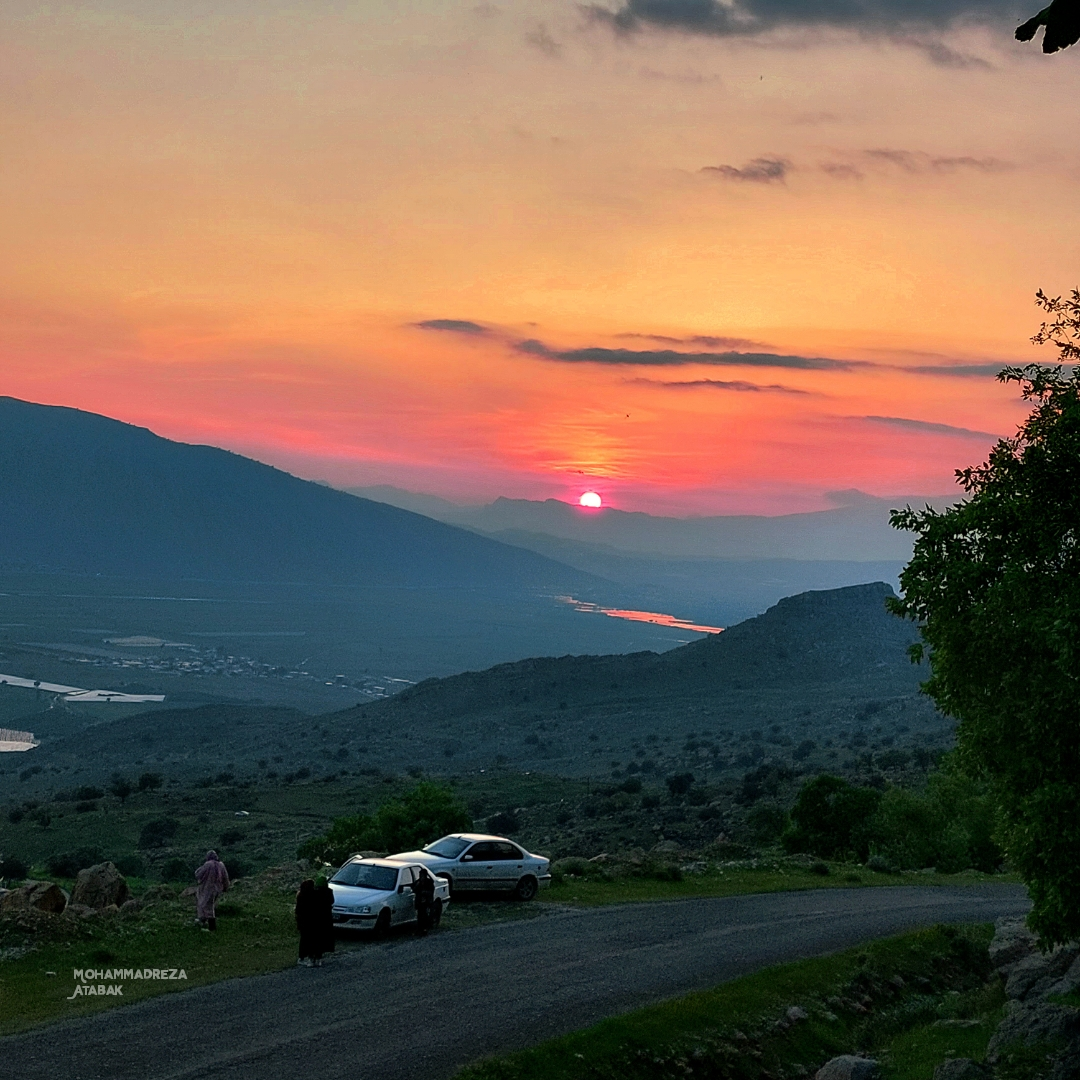
غروب زیبا از ارتفاعات دورگ

دورگ اتابک یکی از روستاهای دورگ مدینه (دورگ دهنو) می‌باشد که درارتفاعات شمالی دهنو مرکزی قرار دارد فاصله آن تادوراهی دهنو سادات حدود دوازده کیلومتر می‌باشد دورگ اتابک به همراه دورگ چشمه چهی دورگ بالنگو و چند روستای دیگر منطقه دورگ دهنو را تشکیل می‌دهند
دورگ دهنو یکی از روستاهای شهرستان ممسنی می‌باشد که در واقع منطقه قشلاق گروهی از مردم دشتروم شامل طوایفی همچون خواجه، قاید گیوی، خالویی، آقایی، عبداللهی، سهرونی است. این روستا در ارتفاعات شمالی بخش رستم دو،دهنو - واقع شده که در فصل بهار تفرجگاه بسیار مناسبی برای مناطق همجوار می‌باشد.تپه ها و ارتفاعات منطقه دورگ محل بسیار مناسبی است برای پرواز با پاراگلایدر که همه ساله بجز فصل تابستان افراد زیادی برای پرواز به این منطقه هجوم میاورند .. قله‌ای معروف به کل کله قندی {مشرف بر روستای دورگ محمد قلی}در شمال این روستا قرار دارد که محل قرارگیری نیروهای مردمی در مقابل نیروهای دولتی در جنگ‌های سابق بوده و جنگ‌های دورگ مدینه نیز در این ارتفاعات صورت گرفته‌است. دورگ مدو(مدینه) همان مکان ایست که در سال ۱۳۰۷بین قوای دولتی و همراهانشان (طوایف بکش، جاوید و دشمن زیاری ممسنی) از یک سو و نیروهای طایفه رستم به رهبری امامقلی خان رستم به همراه بویراحمد ی‌ها از دیگر سو جنگ بزرگی بر سر املاک منطقهٔ رستم درگرفت. دلیل جنگ را می‌توان درخواست معین التجار بوشهری داماد اسماعیل شبانکاره‌ای از امامقلی خان رستم مبنی بر پرداخت بهرهٔ مالکانهٔ املاک رستم ذکر کرد. چرا که در سال‌های گذشته برای تضعیف ایل ممسنی که تا اواخر دوره قاجاریه یکه‌تاز منطقهٔ جنوب بود، مظفرالدین شاه قاجار املاک این ایل بزرگ را به اسماعیل شبانکاره‌ای تاجر بزرگ اسلحه داده بود و اینک دامادش معین التجار بوشهری (فرزند محمدرحیم دهدشتی) بهرهٔ مالکانه آن را می‌خواست. امام قلی خان رستم نپذیرفت و جنگ آغاز شد، شروع جنگ در دورگ مدو بود و سپس جنگ به نوگک کشیده شد و قوای دولتی که توان ایستادگی در مقابل دلیرمردان رستم و بویراحمد به ویژه میرغلام شاه قاسمی و کی لهراسب باطولی را نداشتند و تعداد زیادی از آن‌ها کشته و زخمی شده بودند، شکست را پذیرفتند و به مرکز قوای دولتی در فهلیان ممسنی عقب‌نشینی کردند.

## مسیر رسیدن به دورگ
دوراهی دهنو سادات از جاده نورآباد -گچساران به سمت روستای دهنو مقیمی حرکت می‌کنیم و پس از آن به میدانی می‌رسیم که پراست از درختان اوکالیپتوس، جاده دو قسمت می‌شود؛ سمت چپ مسیر جاده اصلی به سوی دهنو مرکزی و منصورآباد می‌رود و سمت راست میدان یا به عبارتی مسیر مستقیم به سوی دورگ می‌رود که پس از گذشتن از کنار دبیرستان دخترانه به سمت کوهستان می‌رویم.
جاده آسفالت است و خلوت، پس از پیمودن پیچ‌ها و شب‌های کمی تند بر فرار کوهستان می‌رسیم، هوا خنک تر می‌شود و درختان بلوط و کنار چشم‌ها را نوازش می‌دهند. بر فرار کوه جاده دو قسمت می‌شود؛ قسمت شرقی جنگلی است و جاده اش خاکی
بنابراین می‌توان با ماشین و با کمی زحمت آن را طی کرد و از منطقه سر سبز آن و بلندی کوه لذت برد. در سال‌هایی که بارش باشد این مسیر چند چشمه آب دارد و از آب همین چشمه‌ها جهت آشامیدن و دامداری استفاده می‌شود.
قسمت غربی که امتداد آن تا بالای دلی شاه شوم و روستای نوگک در پشتکوه رستم و روستاهای منصورآباد و چشمه سرآب سیاه در رستم ۲ امتداد دارد.
جاده تا روستای دورگ اتابک آسفالت شده و بقیه خاکی است که متأسفانه به علت بی‌توجهی در حال خراب شدن است. در روستای بالنگو بر فراز کوه دورگ، چشمهٔ بزرگ و پرآبی وجو دارد که در سال‌های خشکسالی هم آب دارد.

## نگارخانه

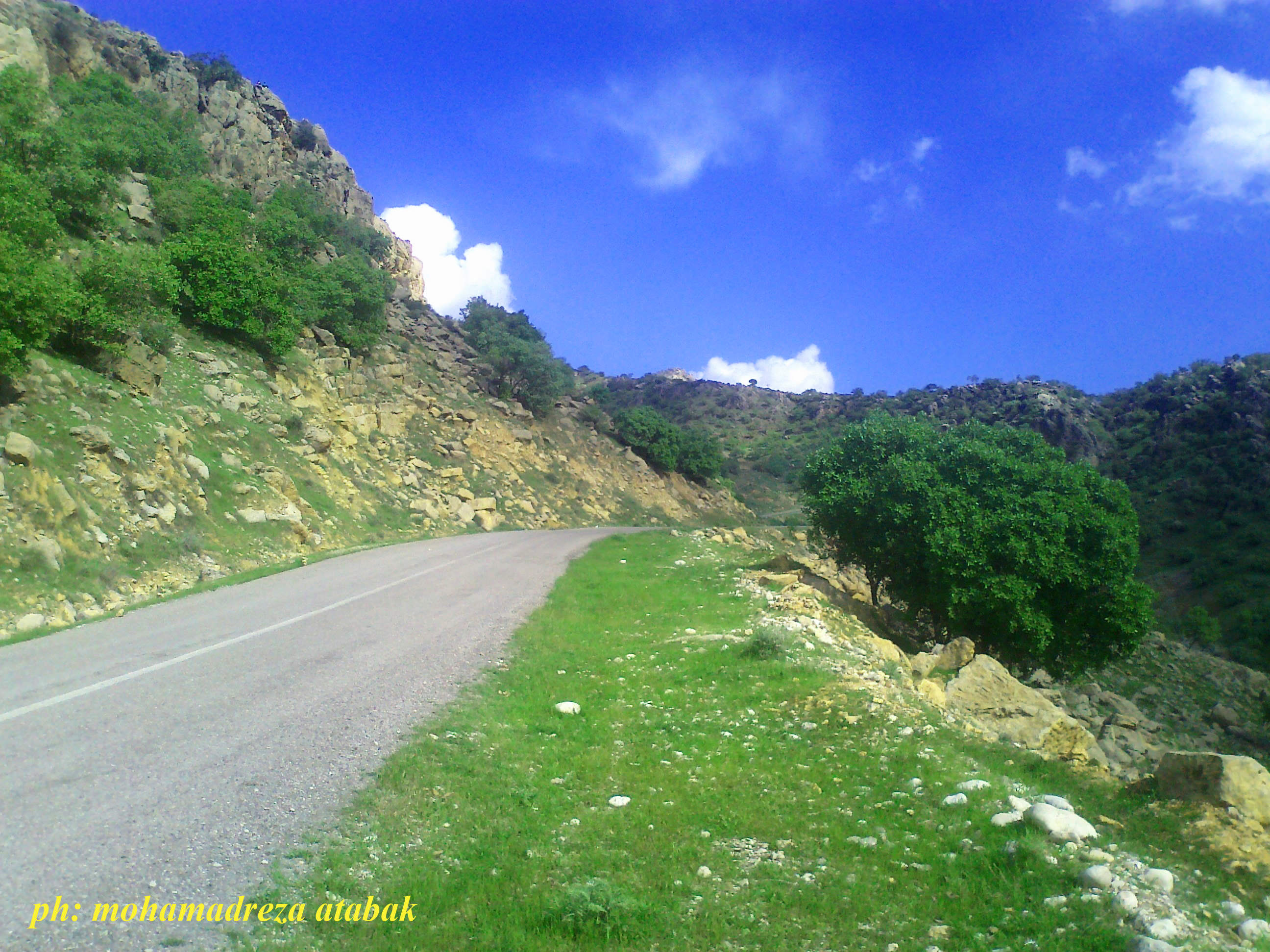
جاده دورگ عکس محمدرضا اتابک
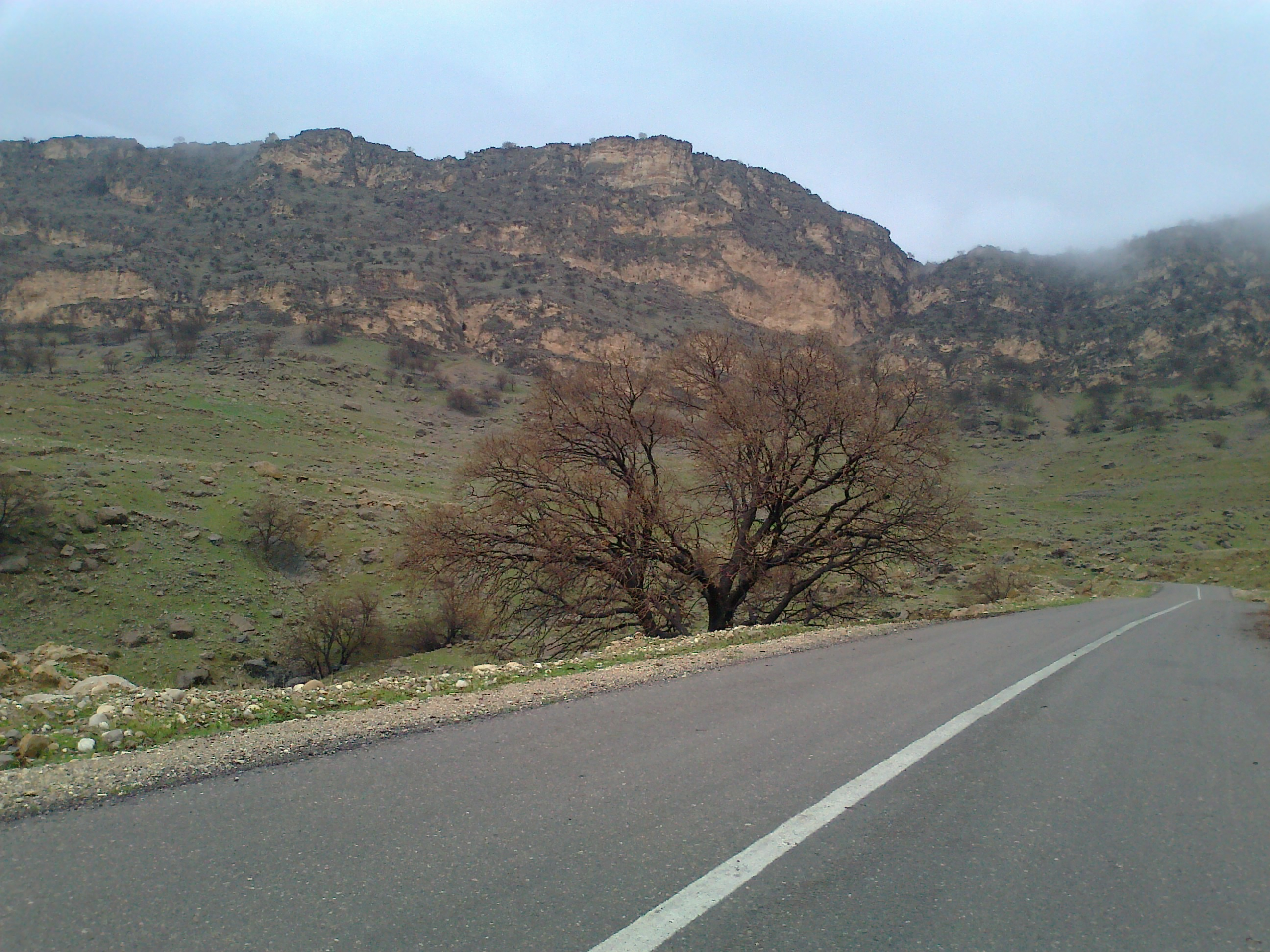
ابتدای منطقه دورگ دهنو بهمن ۱۳۹۰ عکس محمدرضا اتابک
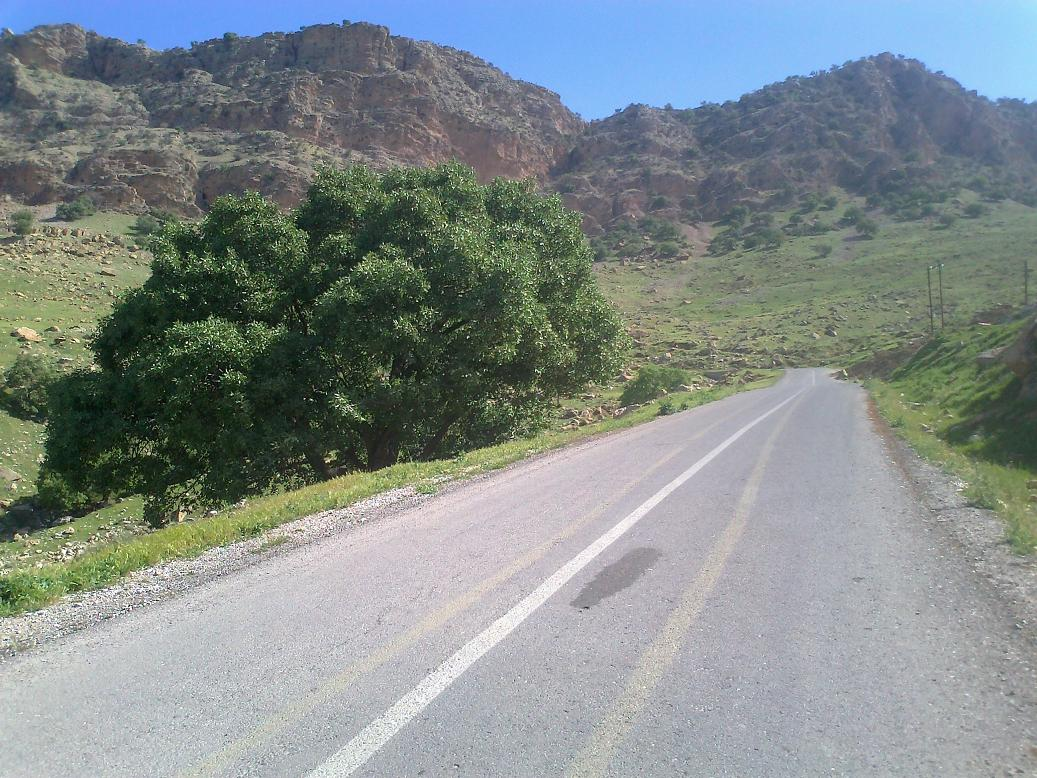
ابتدای ارتفاعات دورگ فصل بهار۱۳۹۰عکس محمدرضا اتابک
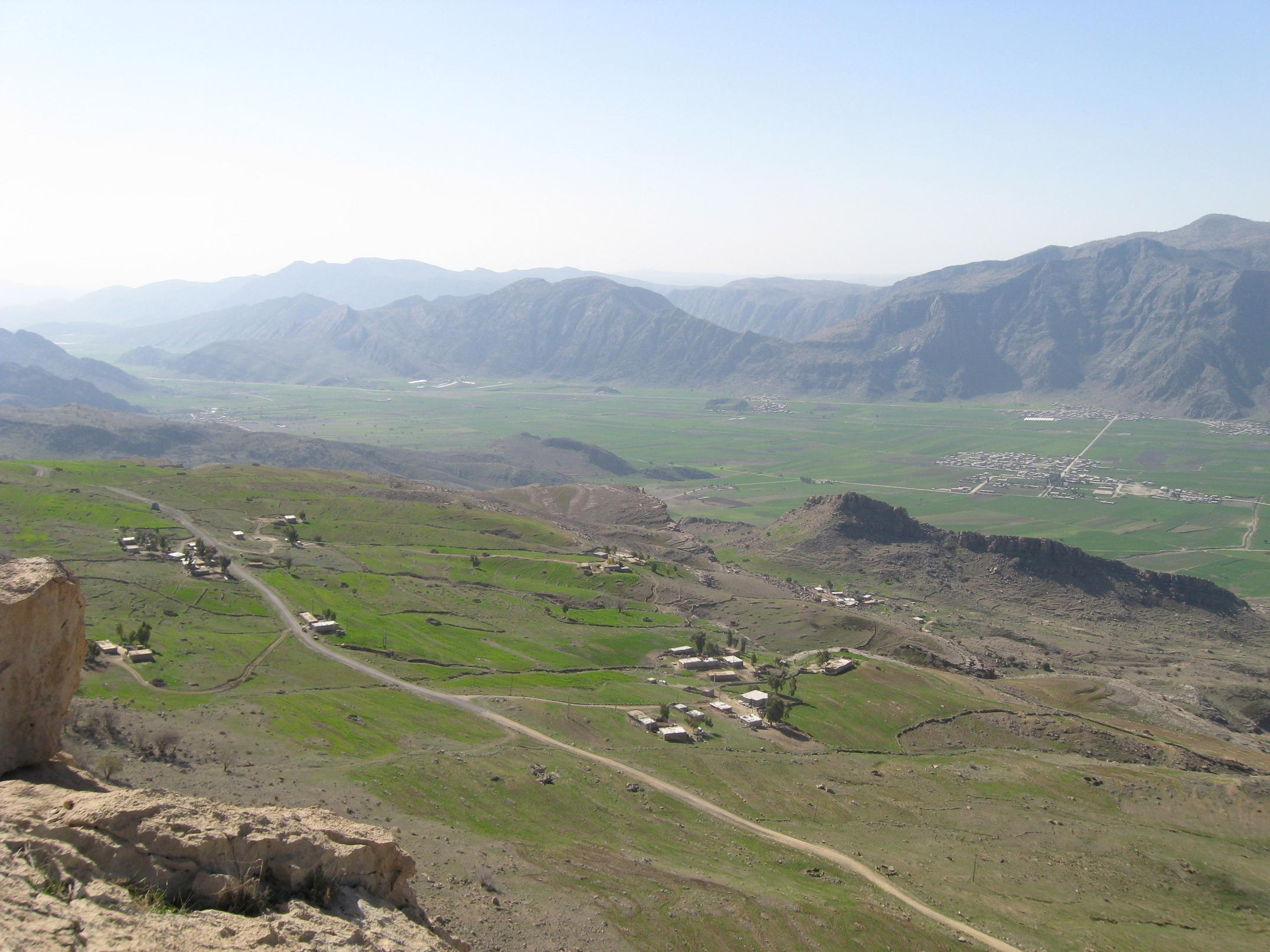
دورگ اتابک ودرزیر دست آن منطقه سبز دهنوعکس محمدرضا اتابک
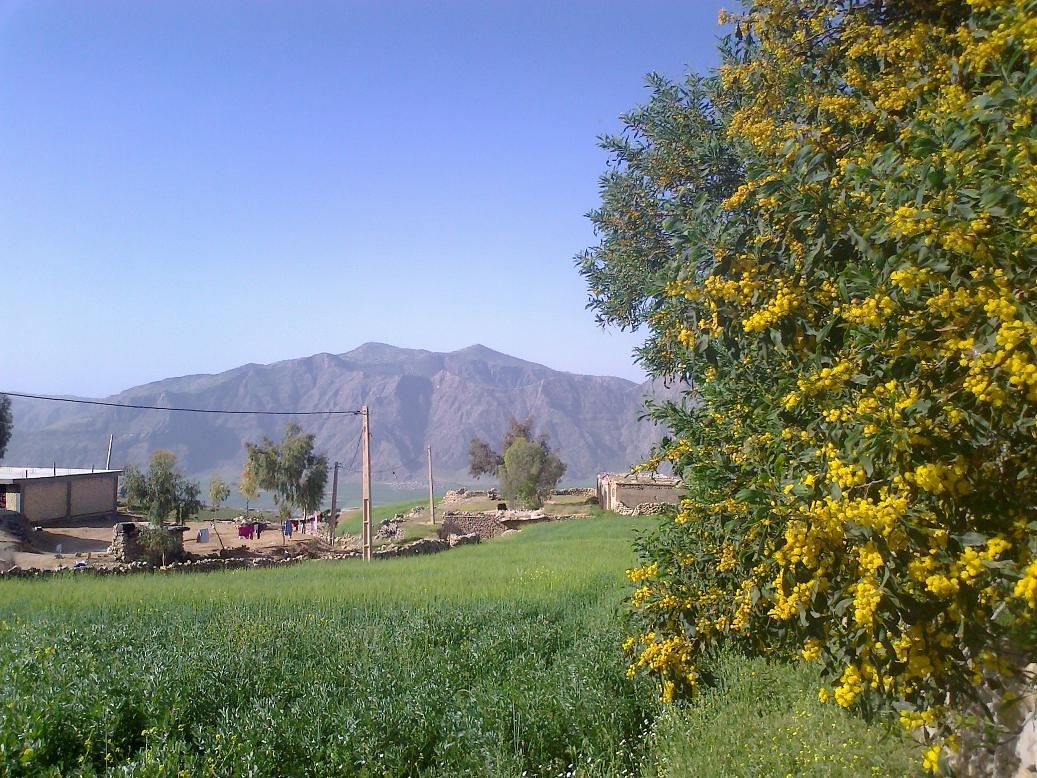
طبیعت بهاری دورگ اتابک۱۳۹۱عکس محمدرضا اتابک
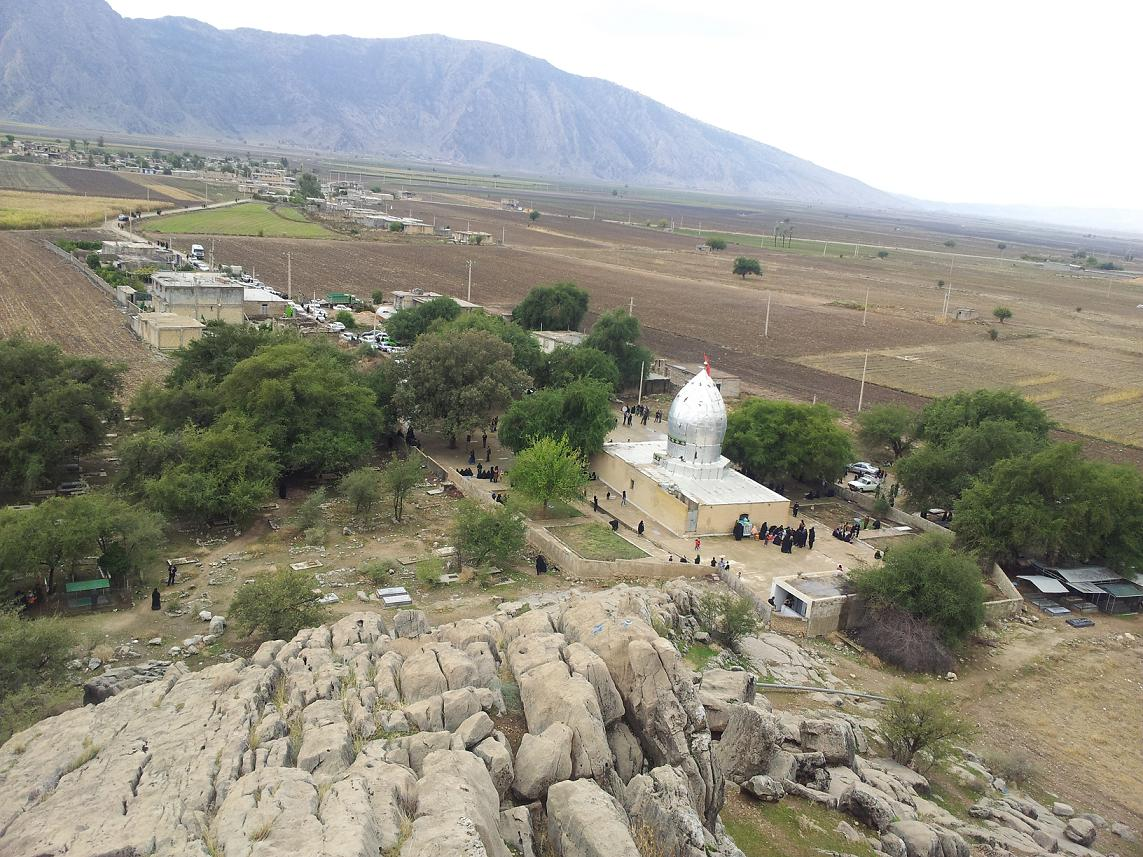
شاهزاده میر احمد(دهنو)واقع در دامنه کوه‌های دورگ ۱۳۹۰ عکس محمدرضا اتابک
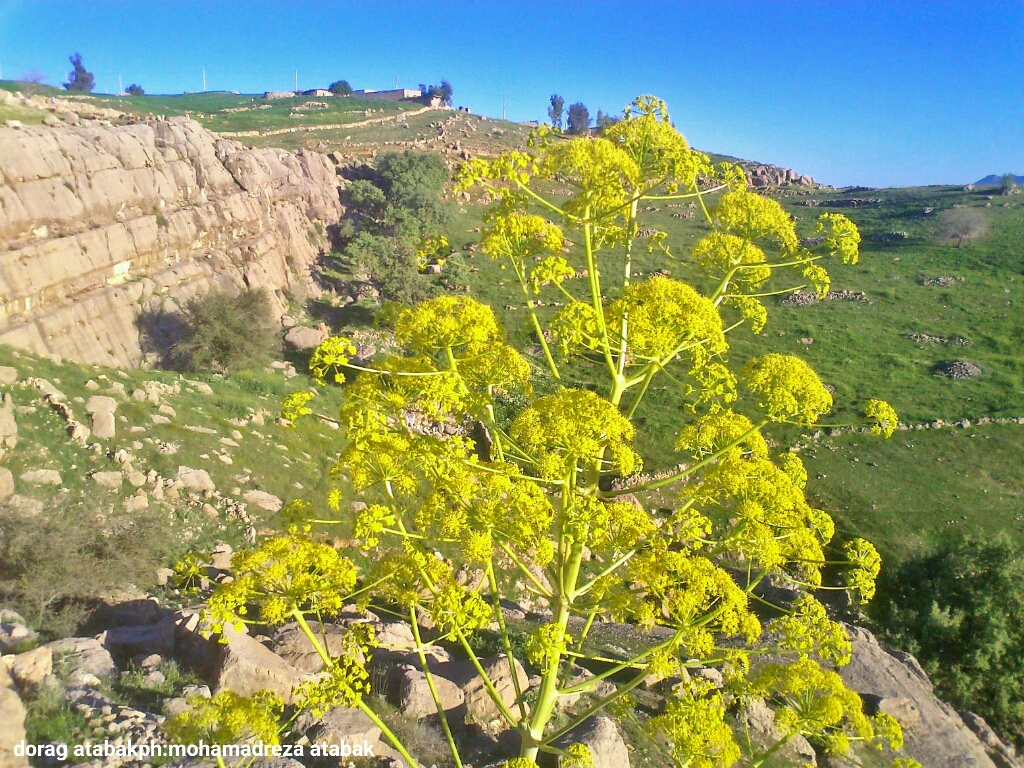
منطقه دورگ اتابک از توابع بخش رستم در استان فارس

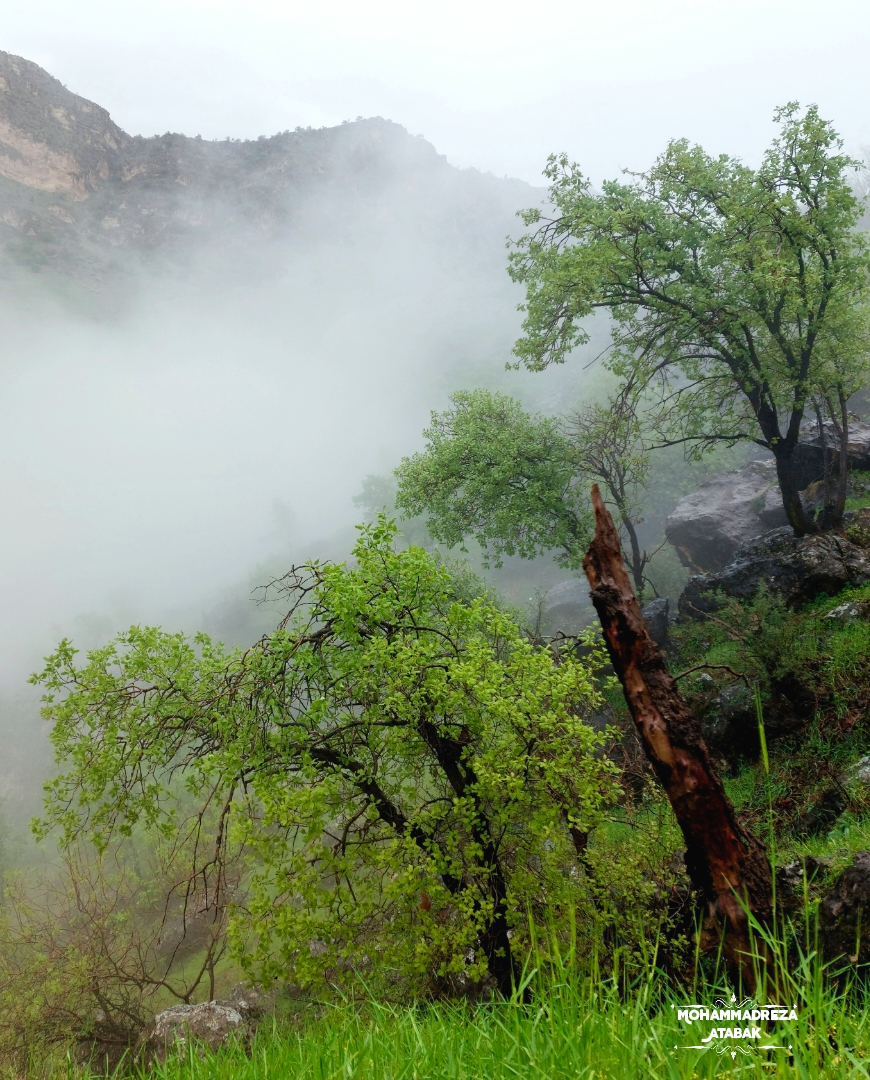
طبیعت زیبای دورگ دهنو. محمدرضا اتابک